# Белоцветов, Николай Николаевич
Никола́й Никола́евич Белоцве́тов (3 [15] мая 1892, Санкт-Петербург — 12 мая 1950, Мюльхайм-ан-дер-Рур, Северный Рейн-Вестфалия) — русский и немецкий поэт, переводчик, публицист, религиозный философ.

## Биография
Николай Белоцветов родился 15 (3 по старому стилю) мая 1892 года в Санкт-Петербурге.
Ещё в детстве заинтересовался западноевропейскими языками и искусством. На формирование Белоцветова значительное влияние оказала немецкая культура, которая была определяющей в его образовании. В ранние годы не раз вместе с семьёй посещал Германию, Италию, Париж. Свободно владел семью языками, в том числе древнегреческим и латынью. Летом семья жила в Царском Селе. 
На его духовное формирование заметно повлияло знакомство с философией, в частности с учением русского поэта и мистика Владимира Соловьёва о Софии — метафизической сущности, воплощающей в себе Божественную Премудрость. С 1912 года был членом Российского антропософского общества. В 1915 году создал цикл философских лекций «Религия творческой воли»: «Над истиной и заблуждением (проблема теории знания)», «О постоянной ценности (проблема этики)», «Голос миров (проблема религии)», «Возвращение Заратустры (религиозная этика будущей культуры)». Они были выпущены отдельной книгой в том же году под тем же названием в Петрограде.
Окончил философский факультет Санкт-Петербургского университета. В 1916 году окончил Михайловское артиллерийское училище.
Участвовал в Первой мировой войне, был награждён Георгиевским крестом. Командовал батареей. В 1917 года попал под немецкую газовую атаку под Динабургом, после чего вернулся в Петроград.
Вплоть до 1920 года продолжал участвовать в работе московских и петроградских антропософских кружков. В 1918 году прочитал цикл лекций в московском отделении антропософского общества, позже изданных как «Книга о русском Граале».
В 1920 году вместе с первой женой покинул Советскую Россию, переплыв финскую границу на рыбацкой лодке, перебравшись сначала в Ригу, а в 1921 году — в Берлин, где жили его родители. Жизнь Белоцветова в Германии была достаточно свободной благодаря иностранным капиталам, которые были накоплены отцом в рамках страховой деятельности.
23 марта 1928 года создал в Берлине антропософский кружок, которым руководила жена Белоцветова.
В 1932 году расстался с первой женой. В марте 1933 года, после того как к власти в Германии пришла НСДАП, начавшая гонения на православную церковь и интеллигенцию, перебрался из Берлина в Таллин, а оттуда в Ригу, где вскоре женился на Анне Штокмар, участнице его берлинского антропософского кружка. Был руководителем рижской группы антропософов.
В марте 1941 года благодаря заключённому между СССР и Германией договору о ненападении покинул Ригу, к тому времени ставшую советской, и перебрался в Германию: он был выпущен за границу по программе репатриации прибалтийских немцев, к которым принадлежала жена Белоцветова. В июне того же года поселился в Штутгарте. Получил гражданство Германии.
Последнее десятилетие жизни Белоцветов провёл в очень скромных условиях, был вынужден зарабатывать полулегальной починкой плащей. В 1943 году во время мобилизации по состоянию здоровья был признан негодным для службы в нацистской немецкой армии. Во время войны с уверенностью говорил о том, что советские войска возьмут Берлин. Был разочарован тем, что в кругах русской эмиграции не знали о духовной жизни современного СССР.
В 1946 году перебрался в Мюльхайм-ан-дер-Рур. В 1947 году перешёл в католичество. В последние годы тяжело болел.
Умер 12 мая 1950 года в Мюльхайм-ан-дер-Руре от онкологического заболевания.

### Литературная деятельность

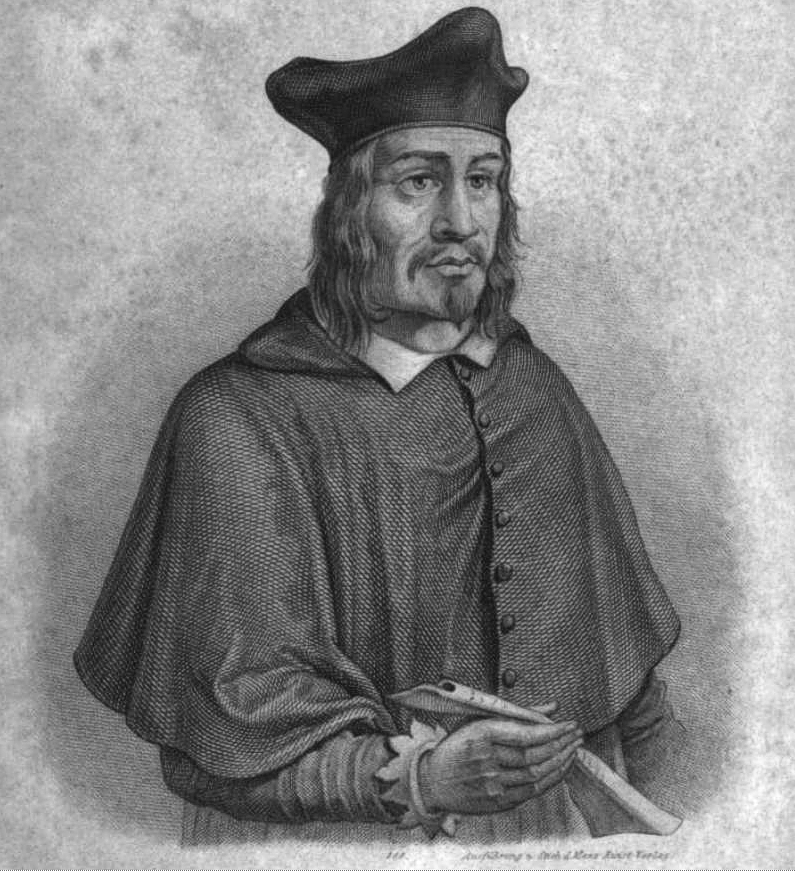
Поэт Ангел Силезский, чьи стихи вышли сборником в переводе Николая Белоцветова

Начал писать стихи ещё во время учёбы. В ранних дневниках Белоцветова встречаются шуточные басни.
Первая публикация Белоцветова состоялась в 1915 году: шесть его стихотворений были опубликованы в петроградском сборнике «Перун», среди авторов которого были Сергей Городецкий и Николай Бруни.
В 1921 году, перебравшись в Берлин, издал две книги: «Коммуна пролетарских миссионеров» (отрывки от неоконченного романа «Михаил») и «Пути России».
В 1926 году в берлинском издательстве «Гамаюн» был опубликован сборник переведённых Белоцветовым стихов «Избранные двустишия из Херувимского Странника», принадлежавших перу немецкого поэта-мистика XVII века Иоганна Шеффлера, выступавшего под псевдонимом Ангел Силезский. Кроме того, переводил Иоганна Вольфганга Гёте и Фридриха Ницше.

Обложка второго стихотворного сборника Николая Белоцветова «Шелест»

Также Белоцветов перевёл четыре драмы-мистерии немецкого философа Рудольфа Штейнера, с которым встречался в Берлине, а в 1932 году прочёл в немецкой столице лекцию, посвящённую его антропософскому учению. В Берлине участвовал в литературном объединении «Кружок Татариновой», который возглавлял литературовед и критик Юрий Айхенвальд. С марта 1928 по март 1933 года был членом «Клуба поэтов», участвовал в его коллективных сборниках «Новоселье» (1931), «Роща» (1932), «Невод» (1933), выступал на публичных литературных чтениях. Параллельно в 1929—1931 годах участвовал в деятельности рижского литературного объединения «На струге слов». Публиковался в журналах «Перезвоны», «Числа», «Современные записки», «Русские записки», «Журнал содружества».
В 1930 году выпустил первый стихотворный сборник «Дикий мёд».
После переезда из Берлина в Латвию участвовал в литературной жизни Риги и Таллина. В Риге под псевдонимом Фёдор Короткий опубликовал «Песню о Григории Распутине», которая была пародийно стилизована под фольклор.
В 1936 году опубликовал в Риге второй поэтический сборник «Шелест». Тогда же стихи Белоцветова вошли в антологию русской эмигрантской поэзии «Якорь».
Ещё в берлинский период биографии параллельно писал стихи, рассказы, пьесы на немецком языке, делал литературные переводы.
В 1953 году вторая жена Белоцветова издала сборник стихотворений «Жатва», в который вошла часть произведений из двух предыдущих книг. Тогда же его стихи были включены в антологию «На Западе», выпущенную в Нью-Йорке.

## Особенности творчества
Белоцветов не был приверженцем авангардных поэтических течений. Его ранние стихи отмечены влиянием символистской поэзии, в частности Александра Блока. В дальнейшем строго следовал классической стихотворной традиции, однако критик Модест Гофман обнаружил в поэзии Белоцветова влияние не только Александра Пушкина и Фёдора Тютчева, но и Андрея Белого. 
Творчество Белоцветова испытывает значительное влияние его философского, мистического мировосприятия, усиливавшееся со временем. Поэт Юрий Иваск отмечает совершенство формального выражения мистических представлений Белоцветова, проводя аналогии с Райнером Марией Рильке и Осипом Мандельштамом.
Биограф Александр Филей отмечает, что в стихах Белоцветова нередко встречается кольцевая композиция, в которой «ощущается некий отстранённый невысказанный смысловой сегмент, который внутренне присутствует в тонкой, мастерски построенной музыкальности стиха».
Особенное место в наследии Белоцветова в стилистическом контексте занимает «Песня о Григории Распутине», посвящённая российским событиям 1916 года, в которой Белоцветов для создания сатирического эффекта использует широкий арсенал смысловых, ритмических и композиционных приёмов.

## Критика
Уже первый сборник Белоцветова «Слово» (1930) заслужил внимание эмигрантской прессы. Критик Модест Гофман отмечал значительность культурного содержания его поэзии, большое чувство меры и такта. Николай Оцуп констатировал, что творчество Белоцветова далеко не равноценно, однако благодаря строгому отношению к себе он может прийти к своему стилю.
Поэт Юрий Иваск ценил второй сборник Белоцветова «Шелест» (1936) выше первого: по его мнению, в него вошли лучшие его произведения. Этот сборник заметили критики не только в Прибалтике, где тогда жил поэт, но и в Китае: в 1937 году рецензия вышла в журнале «Рубеж», издававшемся в Харбине и Шанхае. Критик Михаил Цетлин писал о сборнике в «Современных записках»: «Элегическая грусть, певучая и не лишённая нарядности, лучше всего удается Н. Белоцветову».
По мнению Иваска, сильное влияние на творчество Белоцветова оказали его «антропософские медитации»:
В этом его сила, но также и слабость: сила в чистоте тона, а слабость в том, что в слышимой им музыке было мало человеческого. Он всегда пребывал в высших сумерках бытия, где прислушивался не только к ангелам, но и к демонам.

### Философские произведения
- Религия творческой воли: четыре лекции о культуре будущего, читанные в Русском Антропософическом обществе в 1915. Петроград, 1915.
- Книга о Русском Граале: [машинопись]. [1918].
- Пути России. Берлин, 1921.
- Духолюбие. Рига, 1932.
- Die Anthroposophieals Phanomen. Stuttgart, 1981.

### Литературные произведения
- Коммуна пролетарских миссионеров. Берлин, [1921].
- Ангел Силезский. Избранные двустишия из Херувимского Странника / Перевод Николая Белоцветова. Берлин, 1926.
- Дикий мёд. Стихи. Берлин, 1930.
- Фёдор Короткий. Песня о Григории Распутине. [Рига], [1934].
- Шелест. Второй сборник стихов. Рига, 1936.
- Жатва. Третья книга стихов. Париж, 1953.
- Дневник изгнания: стихотворения и переводы / сост. Ф. Полякова. Франкфурт-на-Майне, 2005.
- Небесный хор: Стихотворения. Рудня — Смоленск, 2009.

Архив Белоцветова хранится в Отделе рукописей Российской государственной библиотеки.

## Семья

Отец Николай Алексеевич Белоцветов (в центре) с братьями Всеволодом и Сергеем

Дед по отцовской линии — Алексей Васильевич Белоцветов, протоиерей из города Киржач Владимирской губернии, духовный писатель.
Отец — Николай Алексеевич Белоцветов (1863—1935), директор страхового товарищества «Саламандра», впоследствии основатель одноимённой рижской типографии, издатель газеты «Слово», журнала «Перезвоны», альманаха «Мансарда».
Мать — Варвара Андреевна Белоцветова (в девичестве Тикстон), происходила из семьи предпринимателей-англичан.
В семье также были три сестры Екатерина, Елена, Людмила и брат Андрей, впоследствии переехавшие в США.
Первая жена — Мария Белоцветова (в девичестве Лейтнеккер-Дембская), дочь польского аристократа. После развода в 1932 году вышла замуж за друга Белоцветова философа Валентина Томберга.
Вторая жена — Анна Фёдоровна Белоцветова (в девичестве Штокмар). Поженились 30 июня 1933 года, вырастили дочь.